# 鼠顎毛厲蟎
鼠顎毛厲蟎（学名：Laelaps myonyssognathus）为厲蟎科厲螨屬下的一个种。